# كريستوف ميندي
كريستوف ميندي (بالفرنسية: Christophe Mendy)‏ (مواليد 4 أغسطس 1971) هو ملاكم فرنسي، مثّل بلاده في الألعاب الأولمبية الصيفية 1996.

## روابط خارجية
كريستوف ميندي على موقع بوكس ريك (الإنجليزية) (registration required)
- كريستوف ميندي على موقع اللجنة الأولمبية الدولية (الإنجليزية)
- كريستوف ميندي على موقع أوليمبيديا (الإنجليزية)